# Dobro Giffena

Krzywa popytu na dobra Giffena.

Dobro Giffena – dobro, którego ilość nabywana rośnie w przypadku wzrostu jego ceny (tzw. paradoks Giffena). Teoretyczne istnienie takich dóbr stanowi odstępstwo od zasady elastyczności popytu.
Nazwa dobra pochodzi od nazwiska Roberta Giffena.